# Annville (Kentucky)
Annville – jednostka osadnicza w Stanach Zjednoczonych, w stanie Kentucky, w hrabstwie Jackson.